# Tahiti-Pacifique
Tahiti-Pacifique est un magazine polynésien d'information, d'économie et de culture, fondé en 1991, s’appuyant sur une équipe réduite et privilégiant un journalisme d’enquête et d’investigation.

## Histoire
Ce mensuel a été fondé en 1991, par Alex W. du Prel, depuis l'île de Moorea en Polynésie française, et pratique un journalisme d’investigation,. Le magazine se veut « intéressant, éducatif, distrayant et, pourquoi pas, amusant ».
Cette revue s’est employée notamment à mettre en exergue le mode de gestion du territoire et de l'opposition par Gaston Flosse quand celui-ci a présidé la Polynésie française de 1991 à 2004, mais aussi l'affaire « JPK » ou Jean-Pascal Couraud. Elle s’est également montrée critique vis-à-vis des successeurs de Gaston Flosse ou de l’administration française.
La Présidence de la République et les services du Premier ministre français, à Paris, sont abonnés au mensuel, selon un article du magazine L'Express en 2000, « pour savoir ce qui se passe à Tahiti ».
En 2012, Tahiti-Pacifique est vendu à Albert Moux, contributeur du magazine, et à son groupe de presse Fenua Communication (qui comprend déjà Tahiti Infos et Fenua TV),.
En août 2015, Bertrand Parent devient rédacteur en chef, poste qui sera par la suite occupé par Luc Ollivier puis Dominique Schmitt. Une équipe renforcée est annoncée, avec passage à une formule hebdomadaire,.
En juillet 2016, la rédaction opte pour une nouvelle périodicité : le magazine devient bimensuel et sort tous les quinze jours, avec comme slogan « L'information décortiquée ». En janvier 2019, la revue fait peau neuve et change son logo, ainsi que sa charte graphique, plus aérée, et offre à ses lecteurs un format papier plus grand.
En septembre 2021, le magazine annonce son dernier numéro, après 30 ans d'existence, en raison de difficultés économiques accentuées par la crise sanitaire du Covid-19. Le 1er mars 2022, son dernier rédacteur en chef, Dominique Schmitt, lance le site d'information Pacific Pirates Media, présenté comme le successeur de Tahiti-Pacifique.